# 阿氏歌百灵
阿氏歌百灵（学名：Mirafra ashi），是百灵科歌百灵属的一种，为索马里的特有种。全球活动范围约为1,700平方千米。该物种的保护状况被评为濒危。
阿氏歌百灵的平均体重约为35.0克。栖息地为亚热带或热带的（低地）干草原。